# Kong Shaoxun
Kong Shaoxun (chinois : 孔绍逊) est un homme politique chinois, né en février 1969 à Zhongning. Il est directeur du secrétariat du bureau général du Comité central du Parti depuis au moins le 18 avril 2022.

## Biographie
Kong Shaoxun est originaire de la région du Níngxià. Kong Shaoxun est directeur du secrétariat du bureau général du Comité central du Parti depuis au moins le 18 avril 2022, puisque révélé publiquement par les médias d'État à cette date. Il est décrit comme le « secrétaire particulier » de Xi Jinping.
Le 22 octobre 2022, lors de la session de clôture du 20e congrès national, Kong Shaoxun est l'une des deux personnes impliquées dans le départ forcé de Hu Jintao de la salle du Congrès,.